# Franklin Buchanan
Pour les articles homonymes, voir Buchanan.
Franklin Buchanan (13 septembre 1800 – 11 mai 1874) était un officier de l'United States Navy avant de devenir amiral dans la Confederate States Navy durant la guerre de Sécession, et commandant du cuirassé du CSS Virginia.

## Biographie
Il s'engage dans la marine en 1815. Promu au rang de lieutenant en 1825, commandant en 1841 et capitaine en 1855. Entre 1859 et 1861, il commande le Washington Navy Yard avant de rejoindre les États confédérés d'Amérique peu de temps après l'éclatement de la guerre de Sécession. Il commande alors notamment le CSS Virginia.
Après la guerre, il s'installe dans le Maryland et devient homme d'affaires. Il meurt en 1874.

## In memoriam
Trois destroyers de l'US Navy ont été nommés en son honneur : Buchanan (DD-131), (DD-484) et (DDG-14).